# Charles Jonker
Charles „Abe“ Jonker (* 13. Dezember 1933 in Port Elizabeth; † 31. Juli 1991 in Kempton Park) war ein südafrikanischer Radrennfahrer.

## Sportliche Laufbahn
Jonker war im Straßenradsport und im Bahnradsport aktiv. Er war Teilnehmer der Olympischen Sommerspiele 1956 in Melbourne. Im olympischen Einzelrennen kam er beim Sieg von Ercole Baldini nicht ins Ziel. In der Mannschaftswertung des Straßenrennens kam das Team aus Südafrika mit Charles Jonker nicht in die Wertung, da kein Fahrer aus Südafrika das Rennen beendete.
In der Mannschaftsverfolgung erreichte der Bahnvierer aus Südafrika mit den 4. Platz. Den Lauf um die Bronzemedaille verlor das Team gegen den Vierer aus dem Vereinigten Königreich.
1960 startete er erneut bei den Olympischen Sommerspielen in Rom. In der Mannschaftsverfolgung schied das Team mit Jonker in der Qualifikation gegen den niederländischen Bahnvierer aus.